# Makláry János
Makláry János (Budapest, 1907. február 10. – Budapest, 1980. november 18.) magyar színész, érdemes művész.

## Életút
Makláry Zoltán öccse. 1925-ben került be a Színiakadémiára bátyja ösztönzésére, azonban nem tartották tehetségesnek és ezért elbocsátották. Először Vígszínházban láthatta a közönség epizódszerepben 1927-ben, ezután kilenc évig vidéken játszott. 1936-ban Bárdos Artúr szerződtette a Belvárosi Színházhoz, ahol epizódszerepekben tűnt fel. Élete harmadik színpadi szerepe hozza meg a szakmai elismerést első ízben, a fővárosban, Az ördög cimborája című darabban Törzs Jenő és Csortos Gyula partnereként, Kristóf szerepét a korabeli kritika is kiemelte. 1937–38-ban a Művész Színházban játszott, majd 1939–40-ben a Magyar és az Andrássy úti Színházban lépett fel. 1942-től 1944-ig az Andrássy Színház művésze volt, majd 1945-ben került a Nemzeti Színházhoz, ahol nyugdíjba vonulásáig, 1971-ig játszott.

## Fontosabb színházi szerepei
- Sírásó (Shakespeare: Hamlet)
- Kígyós ember (Shakespeare: Antonius és Kleopátra)
- Keszeg András (Shakespeare: Vízkereszt)
- Antonio (Beaumarchais: Figaro házassága)
- Paraszt (Sánta F.: Éjszaka)

## Díjai, elismerései
- Érdemes művész (1969)